# تقدیر (آلبوم)
آلبوم تقدیر نام یک آلبوم موسیقی اثر شادمهر عقیلی می‌باشد که بعد از سه سال به‌طور رسمی در ۲۰ اردیبهشت ۱۳۸۸ توسط کمپانی سنچری رکوردز عرضه شد.

## فهرست آهنگ‌ها
| شماره | نام          | سراینده         | آهنگساز       | تنظیم           | مدت  |
| ----- | ------------ | --------------- | ------------- | --------------- | ---- |
| ۱.    | «تقدیر»      | مونا برزویی     | شادمهر عقیلی  | شادمهر عقیلی    | ۴:۴۰ |
| ۲.    | «خیال»       | الناز اسفند فرد | شادمهر عقیلی  | شادمهر عقیلی    | ۳:۱۲ |
| ۳.    | «مشکوک»      | مونا برزویی     | موسیقی یونانی | شادمهر عقیلی    | ۳:۱۱ |
| ۴.    | «شیلا»       | آذر شیوا        | شادمهر عقیلی  | شادمهر عقیلی    | ۲:۲۹ |
| ۵.    | «ترس»        | امین ناسوتی     | شادمهر عقیلی  | مهران جمالی راد | ۴:۲۵ |
| ۶.    | «رسیدی»      | جواد شریف‌پور    | شادمهر عقیلی  | شادمهر عقیلی    | ۳:۵۵ |
| ۷.    | «یه کاری کن» | جواد شریف‌پور    | شادمهر عقیلی  | شادمهر عقیلی    | ۳:۲۱ |
| ۸.    | «سبب»        | جواد شریف‌پور    | شادمهر عقیلی  | شادمهر عقیلی    | ۳:۱۳ |

## توضیحات تکمیلی
آهنگ تقدیر طبق نظرسنجی شبکه من و تو در رتبهٔ بیستم ماندگارترین ترانه‌های تاریخ موسیقی ایران قرار گرفت.

### متن آهنگ تقدیر
باید تو رو پیدا کنم

شاید هنوز هم دیر نیست

تو ساده دل کندی ولی

تقدیر به تقصیر نیست

با اینکه بی تاب منی

بازم منو خط میزنی

باید تو رو پیدا کنم

تو با خودت هم دشمنی
آهنگ‌های مشکوک و رسیدی و یه کاری کن و سبب قبلاً تحت عنوان آلبومی غیررسمی به نام سبب منتشر شده بودند که در این آلبوم به‌طور رسمی منتشر شدند.
به عقیده‌ی مردم ، نظرسنجی های زیادی که انجام شده و حتی به نظر خود شادمهر عقیلی در مصاحبه Uncut با علیرضا امیرقاسمی ، این آهنگ (تقدیر) بهترین آهنگ کل کارنامه‌ی هنری اوست.